# Władimir Borodulin
Władimir Aleksandrowicz Borodulin, ros. Владимир Александрович Бородулин (ur. 25 stycznia 1992) – rosyjski żużlowiec.

## Życiorys
Dwukrotny medalista indywidualnych mistrzostw Rosji: srebrny (2020) oraz brązowy (2018). Trzykrotny medalista drużynowych mistrzostw Rosji: złoty (2009) oraz dwukrotnie srebrny (2010, 2011). Złoty medalista młodzieżowych mistrzostw Rosji par klubowych (2010). Złoty medalista drużynowych mistrzostw Ukrainy (2010). Brązowy medalista drużynowych mistrzostw Niemiec (2012).
Złoty medalista drużynowych mistrzostw świata juniorów (Bałakowo 2011). Złoty medalista drużynowych mistrzostw Europy juniorów (Lendava 2011). Finalista indywidualnych mistrzostw świata juniorów (2013 – XV miejsce).
W lidze polskiej reprezentant klubów: Wanda Kraków (2010), Ostrovia Ostrów Wielkopolski (2011–2013, 2015), Victoria Piła (2014) oraz PSŻ Poznań (2017-2019 oraz 2021). W sezonie 2022 miał nadal reprezentować poznański klub, jednak z powodu zbrojnej agresji Rosji na Ukrainę rosyjscy zawodnicy zostali zawieszeni do odwołania przez FIM.